# (9838) Falz-Fein
(9838) Falz-Fein est un astéroïde de la ceinture principale.

## Description
(9838) Falz-Fein est un astéroïde de la ceinture principale. Il fut découvert le 4 septembre 1987 à Naoutchnyï par Lioudmila Jouravliova. Il présente une orbite caractérisée par un demi-grand axe de 2,99 UA, une excentricité de 0,06 et une inclinaison de 5,9° par rapport à l'écliptique.

## Compléments